# NXT Heatwave
NXT Heatwave es un evento de lucha libre profesional producido por la promoción de lucha libre profesional estadounidense WWE para la marca de desarrollo de WWE, NXT.

## Fechas y lugares
| Evento          | Fecha                | Lugar                    | Estadio                    | Evento principal                                                |
| --------------- | -------------------- | ------------------------ | -------------------------- | --------------------------------------------------------------- |
| Heatwave (2022) | 16 de agosto de 2022 | Orlando, Florida         | Capitol Wrestling Center   | Bron Breakker vs. JD McDonagh                                   |
| Heatwave (2023) | 22 de agosto de 2023 | Orlando, Florida         | Capitol Wrestling Center   | Carmelo Hayes vs. Wes Lee                                       |
| Heatwave (2024) | 7 de julio de 2024   | Toronto, Ontario, Canadá | Scotiabank Arena           | Trick Williams vs. Je'Von Evans vs. Ethan Page vs. Shawn Spears |
| Heatwave (2025) | 24 de agosto de 2025 | Lowell, Massachusetts    | Lowell Memorial Auditorium |                                                                 |

## Producción
Heat Wave era el nombre de un evento de lucha libre profesional producido por Eastern/Extreme Championship Wrestling, que se llevaba a cabo anualmente desde 1994 a 2000. Las ediciones de 1998-2000 de Heat Wave se emitieron en pago por visión (PPV), mientras que la edición de 1997 fue un pago por visión de Internet (iPPV).
En el episodio del 26 de julio de 2022 de NXT 2.0, la WWE anunció que NXT Heatwave se llevaría a cabo el 16 de agosto, reviviendo efectivamente el nombre como un evento de la marca.

## Ediciones

### 2022
NXT Heatwave 2022 fue un evento especial de televisión que se retransmitió el 16 de agosto de 2022 por el canal televisivo estadounidense USA Network, como especial del programa de televisión semanal NXT 2.0, desde el Capitol Wrestling Center en Orlando, Florida.
- Carmelo Hayes (con Trick Williams) derrotó a Giovanni Vinci y retuvo el Campeonato Norteamericano de NXT (11:56).[2]
  - Hayes cubrió a Vinci después de revertir un «Powerbomb» en un «Roll-Up».
  - Durante la lucha, Williams interfirió a favor de Hayes.
- Cora Jade derrotó a Roxanne Perez (11:41).
  - Jade cubrió a Perez después de un «Snap Double Underhook DDT» sobre un palo de kendo.
- Tony D'Angelo (con Channing "Stacks" Lorenzo) derrotó a Santos Escobar (con Joaquin Wilde, Cruz del Toro & Elektra Lopez) en un Street Fight (12:44).[3]
  - D'Angelo cubrió a Escobar después de atacarlo con un fierro.
  - Durante la lucha, Lorenzo interfirió a favor de D'Angelo; mientras que Legado Del Fantasma interfirió a favor de Escobar.
  - Como resultado, Escobar debió abandonar NXT 2.0.
  - Si Escobar hubiera ganado, Legado Del Fantasma hubiera estado libre de The Family.
- Mandy Rose (con Gigi Dolin & Jacy Jayne) derrotó a Zoey Stark y retuvo el Campeonato Femenino de NXT (11:26).
  - Rose cubrió a Stark después de un «Kiss The Rose».
  - Durante la lucha, Toxic Attraction interfirió a favor de Rose; mientras que Nikkita Lyons interfirió a favor de Stark.
- Bron Breakker derrotó a JD McDonagh y retuvo el Campeonato de NXT (13:17).[4]
  - Breakker cubrió a McDonagh después de un «Military Press Powerslam».
  - Después de la lucha, Tyler Bate confrontó a Breakker.

### 2023
NXT Heatwave 2023 fue un evento especial de televisión que se trasmitió el 22 de agosto de 2023 por el canal televisivo estadounidense USA Network, como especial del programa de televisión semanal NXT, desde el Capitol Wrestling Center en Orlando, Florida.
- Ilja Dragunov derrotó a Trick Williams (12:48).[6]
  - Dragunov cubrió a Williams después de un «Final Blow» desde la segunda cuerda.
- Ivy Nile derrotó a Ava (2:12).[7]
  - Nile forzó a Ava a rendirse con un «Dragon Sleeper».
  - Después de la lucha, The Schism atacó a Nile, pero fueron detenidos por dos enmascarados.
- Noam Dar derrotó a Nathan Frazer en un British Rounds Rules y ganó la Copa Heritage de NXT (17:28).[8][9][10]
  - Dar ganó la lucha con un resultado de 2-1 en el Round 6.
    - Dar cubrió a Frazer con un «Roll-Up» (Round 2, 1-0).
    - Frazer cubrió a Dar después de un «Inverted DDT» (Round 4, 1-1).
    - Dar cubrió a Frazer después de un «Nova Roller» (Round 6, 2-1).

  - Durante la lucha, The Meta-Four (Oro Mensah & Jakara Jackson) interfirieron a favor de Dar.
- Dragon Lee & Lyra Valkyria derrotaron a The Judgment Day (Dominik Mysterio & Rhea Ripley) (14:04).[11]
  - Lee cubrió a Mysterio después de un «Dragon Driver».
  - Durante la lucha, Raquel Rodríguez distrajo a The Judgment Day atacando a Ripley.
- La lucha entre Von Wagner (con Mr. Stone) vs. Baron Corbin terminó sin resultado.[12][13]
  - El árbitro declaró sin resultado cuando ambos no regresaron al ring luego del conteo de 10.
  - Durante la lucha, Bron Breakker atacó a Von Wagner.
- Carmelo Hayes derrotó a Wes Lee y retuvo el Campeonato de NXT (11:38).[14][15][16][17]
  - Hayes cubrió a Lee después de un «Melo Don't Miss».

### 2024
NXT Heatwave 2024 tuvo lugar el 7 de julio de 2024 en el Scotiabank Arena en Toronto, Canadá.
- Kick-Off: Arianna Grace & Karmen Petrovic derrotaron a Jacy Jayne & Jazmyn Nyx (7:40).[18][19]
  - Petrovic cubrió a Nyx con un «Inside Cradle».
- Oba Femi derrotó a Wes Lee y retuvo el Campeonato Norteamericano de NXT (16:20).[20]
  - Femi cubrió a Lee después de un «Sitout Powerbomb».
  - Como resultado, Lee no podrá volver a retar a Femi por el título.
- Kelani Jordan derrotó a Sol Ruca y retuvo el Campeonato Norteamericano Femenino de NXT (11:36).[21]
  - Jordan cubrió a Ruca después de un «Split-legged Moonsault».
  - Después de la lucha, ambas se dieron la mano en señal de respeto.
- Axiom & Nathan Frazer derrotaron a Chase U (Andre Chase & Duke Hudson) (con Thea Hail & Riley Osborne) y retuvieron el Campeonato en Parejas de NXT (16:49).[22]
  - Axiom cubrió a Chase después de un «Golden Ratio».
- Roxanne Perez derrotó a Lola Vice y retuvo el Campeonato Femenino de NXT (13:08).[23]
  - Perez cubrió a Vice después de tres «Pop Rocks» consecutivos.
- Ethan Page derrotó a Trick Williams (c), Je'Von Evans y Shawn Spears y ganó el Campeonato de NXT (17:24).[24][25]
  - Page cubrió a Evans después de un «Trick Shot» de Williams.

### 2025
NXT Heatwave 2025 tendrá lugar el 24 de agosto de 2025 en el Lowell Memorial Auditorium en Lowell, Massachusetts, enfrentándose a Forbidden Door un evento en directo producido por AEW.
- Jordynne Grace vs. Blake Monroe.[26]
- Campeonato de NXT: Oba Femi (c) vs. Je'Von Evans.[27]
- Campeonato en Parejas de NXT: Hank Walker & Tank Ledger (c) vs. Darkstate (Dion Lennox, Saquon Shugars, Osiris Griffin y/o Cutler James).[28]
- Campeonato Mundial de Knockouts de TNA: Jacy Jayne (c) vs. Masha Slamovich vs. Ash by Elegance.[29]
- Jaida Parker vs. Kelani Jordan vs. Lola Vice.[30]
  - La ganadora obtendrá una oportunidad por el Campeonato Femenino de NXT.
- Chelsea Green & Ethan Page (con The Secret Hervice (Piper Niven & Alba Fyre)) vs. Tyra Mae Steele & Tavion Heights.[31]